# N179 (België)
De N179 is een gewestweg in de Belgische provincie Antwerpen. Deze weg vormt de verbinding tussen Westmalle en Zoersel.
De totale lengte bedraagt ongeveer 3 kilometer.

## Plaatsen langs de N179
- Westmalle
- Zoersel